# Antoine Berlin
Pour les articles homonymes, voir Berlin.
Antoine Berlin, né le 2 août 1989 à Monaco, est un coureur cycliste monégasque.

## Biographie
Ancien membre de l'AS Monaco Athlétisme, Antoine Berlin a un passé d'athlète de haut niveau. Il détient les records monégasques du 10 km route en 30 min 29 s et du semi-marathon en 1 h 8. En 2009, il termine troisième des championnats de France de cross espoirs. La même année, il représente Monaco aux championnats du monde d'athlétisme, à Berlin,. Il obtient ensuite une bourse d'études de l'université de l'Est de la Caroline en 2010, aux États-Unis, où il commence à courir sur le circuit universitaire. Diverses blessures freinent cependant sa progression. Parallèlement à sa carrière sportive, il devient attaché commercial pour l'organisation ASO en 2015.
En 2016, il souhaite se qualifier pour le marathon des Jeux olympiques de Rio, mais échoue, en raison d'une fracture de fatigue au bassin. Après cet échec, il commence le cyclisme en compétition en mai 2017, à 27 ans, au club Magnan Bornala Cyclisme de Nice, avec une licence FSGT.  Spécialiste des cyclosportives montagneuses, il se fait remarquer en obtenant diverses victoires et notamment une troisième place sur l'Étape du Tour en 2019.
En 2020, il découvre le monde cycliste professionnel au sein de l'équipe continentale Cambodia Cycling Academy, tout en conservant son poste chez ASO à mi-temps. En mars 2021, face aux difficultés administratives rencontrées par Cambodia Cycling Academy, Berlin signe dans l'équipe néo-zélandaise Global 6 Cycling. Il se montre dès sa première courses sous ses nouvelles couleurs en finissant treizième du Tour de Murcie, au milieu de plusieurs coureurs de première et deuxième division. En juillet, il se classe quinzième du Sibiu Cycling Tour. Il confirme ensuite ses aptitudes de grimpeur en terminant huitième du Tour de Savoie Mont-Blanc, grâce notamment à une deuxième place sur l'étape du Galibier.

## Palmarès en cyclisme

### Par année
- 2019
  - 3e de l'Étape du Tour
- 2023
  - 3e de l'Eröffnungsrennen Leonding

### Classements mondiaux
| Année                                 | 2021  | 2022 | 2023  | 2024  |
| ------------------------------------- | ----- | ---- | ----- | ----- |
| Classement mondial                    | 1607e | nc   | 2040e | 2127e |
| UCI Europe Tour                       | 1134e | nc   | nc    | nc    |
|                                       |       |      |       |       |
| Légende : nc = non classéSource : UCI |       |      |       |       |